# Terrassen i Sainte-Adresse

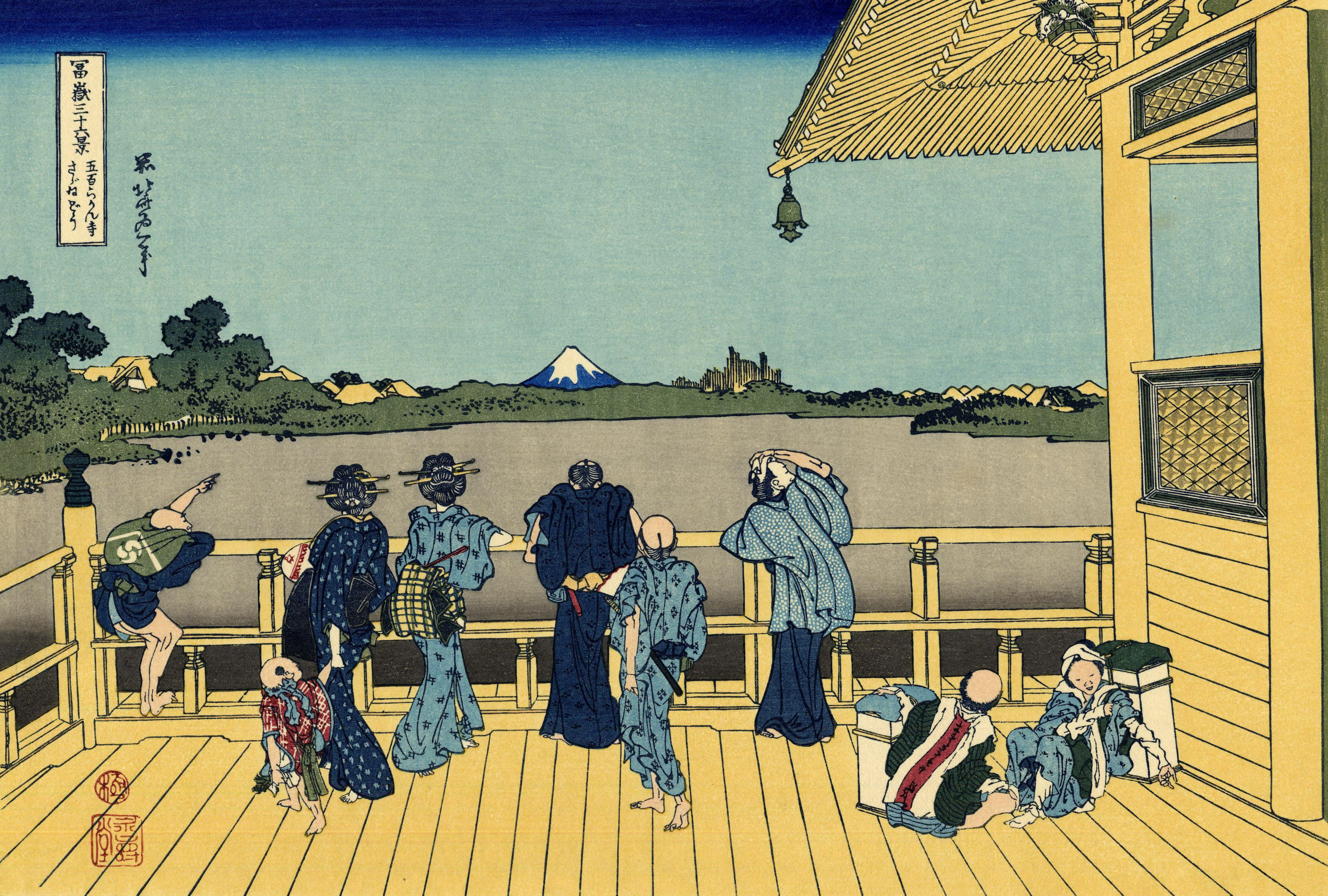
Sazai - de femhundras tempel, Rakan. Monet var inspirerad av japanska träsnitt.

Terrassen i Sainte-Adresse (franska: Terrasse à Sainte-Adresse) är en oljemålning av den franske impressionistiske konstnären Claude Monet från 1867. Den ingår i Metropolitan Museum of Arts samlingar i New York sedan 1967.
Monet tillbringade sommaren 1867 med sin släkt i Sainte-Adresse, en semesterort i hans hemtrakter i Normandie vid Engelska kanalen. I målningen syns Monets far, Adolphe, i ljus hatt i förgrunden samt tre andra släktingar. Monets relation till sin far var vid tillfället mycket spänd eftersom denne inte accepterade Monets relation med Camille Doncieux. I augusti samma år födde hon sonen Jean Monet; det dröjde dock till 1870 innan de gifte sig. Målningen ställdes ut på impressionisternas fjärde utställning 1879.
Terrassen i Sainte-Adresse är uppdelad i tre fält: himmel, hav och förgrund. Med sina lysande färger och starka konturer är målningen tydligt inspirerad av japanska träsnitt som var på modet på 1860-talet. Monet ägde ett exemplar av Katsushika Hokusais Sazai - de femhundras tempel, Rakan som ingick i serien 36 vyer av berget Fuji och vilken nu finns att beskåda i hans hem i Giverny.